# Massing
Pour les articles homonymes, voir Massing (homonymie).
Massing est une commune de Bavière (Allemagne), située dans l'arrondissement de Rottal-Inn, dans le district de Basse-Bavière.
Massing est composé des quartiers de Massing, Staudach, Wolfsegg, Oberdietfurt.